# Eubazus cingulatus
Eubazus cingulatus är en stekelart som först beskrevs av Szepligeti 1896.  Eubazus cingulatus ingår i släktet Eubazus och familjen bracksteklar. Inga underarter finns listade i Catalogue of Life.